# Eurysthenes
Eurysthenes nebo Eurysthenés (starořecky Εὐρυσθένης) byl prvním králem Sparty (pravděpodobně mytickým) královské dynastie Agiovců. Vládl přibližně v polovině desátého století před Kr. (Možná 970 - 930 před Kr.) Jeho spolukrálem z královského rodu Eurypontovců byl Prokles.
Eurysthenes v seznamech antických historiků figuruje jako první král Sparty královského rodu Agiovcov. Jejich záznamy uvádějí, že jeho otcem byl Aristodémos, bratr Temena a Kresfonta, kteří vedli Dóry v jejich posledním rozhodujícím útoku na mykénský Peloponés. Před tímto útokem, jak píše historik Apollodóros z Athén, Aristodema zabil blesk. Po dobytí Peloponésu, píše dále Apollodoros, si Dórové rozdělili zemi losem. Temenos dostal Argos, Kresfontes Messénii a Lakónie připadla dětem Aristodema: dvojčatům Eurysthenovi a Proklovi. Podle Strabóna pak bratři Lakonias rozdělili na šest částí a Spartu určili za svou královskou rezidenci.
Vznik dvojkrálí v Spartě nejpoutavěji popisuje Hérodotos ve své knize Historie kde píše, že manželka Aristodema, která se jmenovala ARGE po svém příchodu do země porodila dvojčata. Aristodemos krátce po tom jak viděl své děti onemocněl a nemoci podlehl. Podle zvyku se králem mělo stát starší z dětí, ale nikdo nebyl schopen určit, které dítě je starší. Matka to věděla, ale neprozradila předstírala, že neví. Sparťané proto odešli požádat o pomoc věštkyni v Delfách a ta jim poradila, že ať považují oba bratry za krále, ale ten starší ať užívá větší cti. Po této řadě však stále nevěděli jak mají zjistit, že který z nich je starší, ale nakonec jim poradil Messénčan jménem Panites, který navrhl, aby pozorovali matku, které dítě myje a krmí jako první. Matku pozorovali a zjistili, že jedno z dětí skutečně upřednostňuje. To dítě dostalo jméno Eurysthenes a jeho mladšího bratr byl nazván jménem Prokles. Mezi bratry panovalo nepřátelství.
Dle Plutarcha tento svár mezi králi pokračoval iv jejich pokoleních, dokud Lykúrgos svými zákony za vlády Agesilaa I a jeho spolukráľa Polydekta nedosáhl stabilitu ve Spartě .
Většina novověkých historiků se přiklání k názoru, že Eurysthenes jakož i králové Sparty přibližně do poloviny sedmého století před Kristem už patří spíše do oblasti mýtů. Ve starověku při hledání data dobytí Tróje učenci při svých výpočtech použili uznávaný, velmi starý a podle nich věrohodný soupis spartských králů. Eratostenes datum dobytí Tróje ustálil na rok 1184 před Kr. a ten se překvapivě blíží tomu, který přijímá i dnešní archeologie, tedy kolem roku 1200 před Kristem.